# Hellpottmossen
Hellpottmossen är en sumpmark i Finland. Den ligger i Lovisa stad i landskapet Nyland, i den södra delen av landet, 70 km nordost om huvudstaden Helsingfors.